# Леонардо да Винчи. Искусство и наука Вселенной
«Леонардо да Винчи. Искусство и наука Вселенной» (итал. Leonardo da Vinci: arte e scienza dell'universo; фр. Léonard de Vinci : Art et science de l'univers) — иллюстрированная биография Леонардо да Винчи 1996 года, написанная итальянским искусствоведом Алессандро Веццози и переведённая с итальянского на французский Франсуазой Лиффран при публикации её издательством Éditions Gallimard в том же году в качестве 293-го тома их коллекции Découvertes (известной как Abrams Discoveries в США, New Horizons в Великобритании и «Открытие» в России). В 2001 году по книге был снят документальный фильм «Леонардо да Винчи» (фр. Léonard de Vinci)
Итальянский вариант книги был опубликован издательством Electa/Gallimard как 73-й том его коллекции Universale Electa/Gallimard и насчитывал в общей сложности 200 страниц, тогда как французское издание содержало только 160 страниц. Однако последующие переводы на другие языки осуществлялись с французского текста, а не с оригинального итальянского.

## Содержание
Книга является частью серии Arts (ранее относилась к серии Peinture) коллекции Découvertes Gallimard. Она создана в соответствии с традицией коллекции Découverte, основанной на обильной изобразительной документации и объединении визуальных документов и текстов, а также печати на мелованной бумаге. Французский журнал L’Express характеризует книги серии как «подлинные монографии, изданные как книги по искусству» или «графический роман».
Книга Веццози посвящена жизни и творчеству Леонардо да Винчи, начиная с детства художника в Италии и заканчивая его смертью во Франции. Повествование разделено на пять глав, за которым следует выдержки из первоисточников. Автор описывает его биографию в контексте величественных дворов правителей, при которых бывал Леонардо да Винчи: Медичи во Флоренции, герцога Милана и короля Франции. Веццози стремился написать биографию да Винчи, отстранившись от ауры мифов и тайн, сопровождающих имя художника, взяв за основу рукописи Леонардо да Винчи и первоисточники. Книга также делает попытку заново переосмыслить творчество гения Возрождения, его междисциплинарную сложность, его «универсальность» и «современность».
Помимо английского и французского языка, «Леонардо да Винчи. Искусство и наука Вселенной» была также переведена на бразильский португальский, испанский, японский, литовский, польский, румынский, русский, корейский, шведский, турецкий, упрощённый и традиционный китайский языки. Обновлённое издание было выпущено в 2010 году, а электронная книга для iPad появилась в 2012 году. Также книга была переиздана для выставки «Леонардо да Винчи», проходившей в Лувре с 24 октября 2019 года по 24 февраля 2020 года.
Книга открывается серией полностраничных иллюстраций с рисунками, картинами и панно, созданными Леонардо да Винчи. Основной текст книги разделяется на пять глав:
- Глава I: «Однажды в Винчи»;
- Глава II: «Во Флоренции Медичи»;
- Глава III: «В Милане времён Сфорца»;
- Глава IV: «Искусство и война»;
- Глава V: «Милан, Рим, Амбуаз».

Вторая часть книги, «Документы», представляет собой выдержки из источников, разделённые на пять частей:
- Портреты таинственного человека;
- Фрейд и Леонардо;
- Леонардо сам о себе;
- Наука Леонардо;
- Леонардо в современную эпоху.

Книгу завершают библиография, список иллюстраций и указатель.

## Отзывы
На ресурсе Babelio книга удостоилась средней оценки 4,28 из 5 на основе 9 отзывов, на Goodreads — 3,60 из 5 на базе 129 оценок, то есть «в целом положительного мнения».
Анонимный рецензент ирландской газеты The Irish Times назвал «эту маленькую книгу» «полезным кратким изложением» биографии многранного гения

## Фильм
В 2001 году La Sept-Arte и Trans Europe Film при сотрудничестве Éditions Gallimard и Лувра сняли по книге документальный фильм «Леонардо да Винчи», режиссёром которого выступил Жан-Клод Любчанский. Закадровый текст в нём прочитали французские актёры Аврора Клеман и Жерар Дезарт. Он был представлен на телеканале Arte в рамках телепрограммы L’Aventure humaine («Приключения человека»), а также был выпущен на DVD Национальным центром кино и анимации (CNC). Фильм был дублирован на немецкий язык под названием Leonardo da Vinci: Kunst und Wissenschaft des Universums, а на английский язык — как «Леонардо да Винчи: разум Возрождения» (англ. Leonardo da Vinci: The Mind of the Renaissance).